# 常 (佛教)
常，源自古印度的哲學術語，字面意義為不改變、不變動。其反義字，稱為無常，即是改變、變動。在佛教哲學中，常與無常是重要的討論重點之一。事物本身擁有不變化的特色，稱為常住（nitya-sthita），堅持我及世間常住不變的見解，稱為常見，是一種邊見。

## 概論
釋迦牟尼教導弟子，觀察五蘊，了解五蘊非我，無常，是變異法，將會帶來苦。

## 分類

### 四顛倒
於無常執常、於苦執樂、於不淨執淨、於無我執我，稱為四顛倒。

### 涅槃四德
《大涅槃經》以常、樂、我、淨為四德。其中的常是指涅槃境界是常，相对于世间有为法的无常、非常而言。